# Alan Fitzsimmons
Alan Fitzsimmons, en brittisk astronom.
Minor Planet Center listar honom som A. Fitzsimmons och som upptäckare av 42 asteroider.
Asteroiden 4985 Fitzsimmons är uppkallad efter honom.

## Lista över upptäckta mindre planeter och asteroider
| (15788) 1993 SB [A] [B] | 16 september 1993 |
| (15789) 1993 SC [A] [B] | 17 september 1993 |
| (19255) 1994 VK8 [A] [B] | 8 november 1994   |
| (19299) 1996 SZ4 [A] [C] | 16 september 1996 |
| 114156 Eamonlittle [A] | 4 november 2002   |
| 143048 Margaretpenston [A]                                                                                                   | 2 november 2002   |
| 158589 Snodgrass [D] | 23 juni 2002      |
| 179595 Belkovich [A] | 22 juni 2002      |
| 316741 Janefletcher | 17 november 1988  |
| (332849) 2010 HS56 | 23 maj 2002       |
| (343921) 2011 KB1 | 1 november 2002   |
| (369989) 1998 WH44 | 17 november 1998  |
| (376111) 2010 XY12 | 4 november 2002   |
| (382072) 2011 FD6 | 18 november 1998  |
| (422197) 2014 RT43 [D] | 20 juni 2002      |
| (523965) 1998 XY95 [E] | 12 december 1998  |
| Upptäckt tillsammans med: A Iwan P. Williams B Donal O'Ceallaigh C Mike Irwin D Simon James Collander-Brown E Ellen Fletcher |                   |